# Wolf Hall (TV-serie)
Wolf Hall är en engelsk TV-serie, som började sändas den 20 januari 2015 i Storbritannien på tv-kanalen BBC Two. Serien är baserad på de fiktionaliserade historiska biografiböckerna Wolf Hall och Bring Up the Bodies av Hilary Mantel. Serien skildrar Thomas Cromwells uppgång i den engelska kungen Henrik VIII:s hov och händelserna runt kungens giftermål med Anne Boleyn. Säsong två, Wolf Hall: The Mirror and the Light, hade premiär 10 november 2024 på BBC One. Den är baserad på The Mirror and the Light som är den sista boken i Mantels trilogi som kom ut 2022. Säsong två fortsätter att följa Cromwell som nu blivit Henrik VIII:s närmaste rådgivare och högra hand efter att ha gjort vägen fri för kungen att gifta sig med Jane Seymore.
I Sverige visades seriens båda säsonger i SVT. Seriens första säsong blev en tittar- och kritikersuccé. Den fick åtta nomineringar vid den 67:e Primetime Emmy Award, bland annat för bästa miniserie, tre nomineringar vid den 73:e Golden Globe Award, där den vann för bästa miniserie och fyra nomineringar vid Bafta TV Award 2016, där den vann för bästa drama serie och bästa manlig huvudroll (Mark Rylance). Seriens andra säsong fick inga Emmy- eller Golden Globe-nomineringar. Den fick tre Bafta-nomineringar utan att vinna någon.
I februari 2015 berättade seriens producent Collin Callender att BBC kommer att beställa en fortsättning på serien som kommer att baseras på Hilary Mantels tredje bok The Mirror and the Light. I november 2023 meddelade BBC och PBS att de inom kort kommer att påbörja inspelningen av seriens andra säsong, Wolf Hall: The Mirror and the Light, som baseras på den sista romanen i Hilary Mantels trilogi.

## Rollista[7]

### Huvudroller
- Mark Rylance – Thomas Cromwell[8]
- Damian Lewis – Henrik VIII[9][10]
- Claire Foy – Anne Boleyn
- Bernard Hill – Hertigen av Norfolk
- Anton Lesser – Thomas More
- Mark Gatiss – Stephen Gardiner
- Mathieu Amalric – Eustache Chapuys
- Joanne Whalley – Katarina av Aragonien
- Jonathan Pryce – Kardinal Wolsey
- Thomas Brodie-Sangster – Rafe Sadler
- Tom Holland – Gregory Cromwell
- Harry Lloyd – Harry Percy
- Jessica Raine – Jane Rochford
- Saskia Reeves – Johane Williamson
- Charity Wakefield – Mary Boleyn

### Återkommande roller
- David Robb – Sir Thomas Boleyn
- Joss Porter – Richard Cromwell
- Emma Hiddleston – Meg More[11]
- Jonathan Aris – James Bainham
- Natasha Little – Liz Cromwell
- Ed Speleers – Edward Seymour
- Kate Phillips – Jane Seymour
- Edward Holcroft – George Boleyn
- Hannah Steele – Mary Shelton
- Richard Dillane – Charles Brandon, hertigen av Suffolk
- Florence Bell – Helen Barre
- Iain Batchelor – Thomas Seymour
- Paul Clayton – William Kingston
- Felix Scott – Francis Bryan
- Luke Roberts – Harry Norris
- Alastair Mackenzie – William Brereton
- Max Fowler – Mark Smeaton
- Robert Wilfort – George Cavendish
- Aimee-Ffion Edwards – Elizabeth Barton
- Bryan Dick – Richard Rich
- Lucy Russell – Lady Shelton
- Kerry Ingram – Alice Williamson[12]
- Enzo Cilenti – Antonio Bonvisi
- James Larkin – Skattmästare FitzWilliam